# Eerste klasse B 2020-21 (voetbal België)
Het seizoen 2020/21 van het Belgische Eerste klasse B ging van start op 21 augustus 2020 en eindige op 25 april 2021, en omvatte een competitie met acht teams.

## Opzet
De competitie werd gespeeld worden door acht teams. De kampioen werd aangeduid op basis van het reguliere klassement na 28 speeldagen. De tweede in het klassement speelde barragewedstrijden tegen de voorlaatste uit het klassement in eerste klasse A, en maakte zo ook kans om te promoveren. De laatste niet-beloftenploeg zou degraderen naar de Eerste nationale. Midden januari 2021 werd echter vanwege de coronacrisis besloten om de amateurvoetbalcompetities, die reeds enkele maanden waren stilgelegd, definitief stop te zetten voor het seizoen 2020-21. Hierdoor hebben deze competities geen officieel resultaat voor het lopende seizoen en zal er geen ploeg sportief uit de eerste nationale promoveren naar de Eerste klasse B op het einde van het seizoen. Hierdoor mag Lierse Kempenzonen volgend seizoen in 1B blijven spelen. 

## Gepromoveerde teams
Deze teams promoveerden voor aanvang van het seizoen uit de Eerste klasse amateurs:
- KMSK Deinze (kampioen)
- RFC Seraing
- Racing White Daring Molenbeek

Naar aanleiding van een beslissing van de Pro League werden de volgende (belofte)ploegen toegevoegd:
- Club Brugge NXT
- Lierse Kempenzonen

## Promoverend team
Volgend team promoveerde na afloop van het seizoen naar de Eerste klasse A:
- Union Sint-Gillis
- RFC Seraing

## Degraderende teams
Volgend team degradeerde na afloop van het seizoen naar de Eerste nationale:
- Geen

## Clubs
Acht clubs speelden in 2020-21 in Eerste klasse B. Uitgesplitst per provincie kwamen twee clubs uit Antwerpen en het Brussels Hoofdstedelijk Gewest, en telkens één uit Limburg, Luik, Oost-Vlaanderen en West-Vlaanderen.
| Nr. kaart | Stam- nummer | Club                          | Plaats              | # seiz. 1B |
| --------- | ------------ | ----------------------------- | ------------------- | ---------- |
| 1         | 3            | Club NXT                      | Brugge              | 1          |
| 2         | 10           | Union Sint-Gillis             | Vorst               | 5          |
| 3         | 167          | RFC Seraing                   | Seraing             | 1          |
| 4         | 818          | KMSK Deinze                   | Deinze              | 1          |
| 5         | 2024         | KVC Westerlo                  | Westerlo            | 4          |
| 6         | 2554         | Lommel SK                     | Lommel              | 4          |
| 7         | 3970         | Lierse Kempenzonen            | Lier                | 1          |
| 8         | 5479         | Racing White Daring Molenbeek | Sint-Jans-Molenbeek | 1          |

### Personen en sponsors
| Stamnummer | Club                          | Plaats              | Stadion                          | Capac. | Trainer                 | Vorige trainers seizoen 2020/21        | Aanvoerder           | Kledingsponsor | Shirtsponsor       |
| ---------- | ----------------------------- | ------------------- | -------------------------------- | ------ | ----------------------- | -------------------------------------- | -------------------- | -------------- | ------------------ |
| 3          | Club NXT                      | Lokeren             | Daknamstadion                    | 12.000 | Rik De Mil              |                                        | Xander Blomme        | Macron         | Alheembouw         |
| 10         | Union Sint-Gillis             | Vorst               | Joseph Marienstadion             | 8.000  | Felice Mazzù            |                                        | Teddy Teuma          | Le Coq Sportif | Union Foundation   |
| 167        | RFC Seraing                   | Seraing             | Pairaystadion                    | 8.207  | Emilio Ferrera          |                                        | Théo Pierrot         | Kappa          | Start People, VOO  |
| 818        | KMSK Deinze                   | Deinze              | Burgemeester Van de Wielestadion | 7.515  | Cédric Vlaeminck (a.i.) | David Gevaert                          | Flavien Le Postollec | Legea          | Dakota Vastgoed    |
| 2024       | KVC Westerlo                  | Westerlo            | 't Kuipje                        | 8.035  | Bob Peeters             |                                        | Maxime Biset         | Saller         | Soudal             |
| 2554       | Lommel SK                     | Lommel              | Soevereinstadion                 | 8.000  | Liam Manning            |                                        | Glenn Neven          | Masita         | Bingoal            |
| 3970       | Lierse Kempenzonen            | Lier                | Herman Vanderpoortenstadion      | 13.539 | Tom Van Imschoot        |                                        | Ben Santermans       | JAKO           | Keukens Van Lommel |
| 5479       | Racing White Daring Molenbeek | Sint-Jans-Molenbeek | Edmond Machtensstadion           | 12.266 | Vincent Euvrard         | Laurent Demol Frédéric Stilmant (a.i.) | Anthony Sadin        | Joma           | Woutim Paintworks  |

## Uitslagen en rangschikking

### Uitslagen
| Thuis \ Uit        | DEI | LIE | LOM | CLU | RWD | SER | USG | WES | DEI | LIE | LOM | CLU | RWD | SER | USG | WES |
| ------------------ | --- | --- | --- | --- | --- | --- | --- | --- | --- | --- | --- | --- | --- | --- | --- | --- |
| KMSK Deinze        |     | 2–1 | 1–1 | 1–0 | 1–0 | 3–0 | 2–0 | 2–2 |     | 3–0 | 2–1 | 4–0 | 4–4 | 0–0 | 2–4 | 0–1 |
| Lierse Kempenzonen | 3–4 |     | 1–3 | 2–1 | 4–2 | 2–5 | 0–2 | 0–1 | 1–1 |     | 0–1 | 3–1 | 0–3 | 0–1 | 1–3 | 0–0 |
| Lommel SK          | 1–2 | 3–2 |     | 3–1 | 4–0 | 3–5 | 0–1 | 1–1 | 4–2 | 2–1 |     | 2–1 | 3–2 | 1–3 | 0–2 | 1–0 |
| Club Brugge NXT    | 1–1 | 2–0 | 2–2 |     | 0–2 | 0–4 | 1–1 | 1–1 | 2–4 | 2–0 | 0–2 |     | 1–3 | 0–1 | 0–4 | 1–1 |
| RWDM               | 1–1 | 2–0 | 0–1 | 2–0 |     | 3–4 | 3–1 | 3–1 | 1–1 | 1–0 | 2–5 | 1–1 |     | 2–4 | 0–2 | 2–1 |
| RFC Seraing        | 3–2 | 1–3 | 1–0 | 6–1 | 0–1 |     | 1–0 | 0–2 | 1–0 | 0–0 | 5–0 | 2–1 | 1–0 |     | 0–2 | 1–1 |
| Union Sint-Gillis  | 3–0 | 5–0 | 4–2 | 6–0 | 2–1 | 3–2 |     | 0–0 | 2–2 | 2–1 | 3–2 | 3–1 | 2–1 | 2–0 |     | 2–1 |
| KVC Westerlo       | 3–0 | 0–0 | 2–1 | 2–1 | 3–0 | 1–1 | 1–4 |     | 4–0 | 2–0 | 1–1 | 1–1 | 2–2 | 4–3 | 2–2 |     |

1. ↑  Lommel SK gaf forfait voor de wedstrijd in Seraing.[5]

### Rangschikking
| Pos | Team               | Wed | W  | G  | V  | Ptn | DV | DT | +/− |                               |
| --- | ------------------ | --- | -- | -- | -- | --- | -- | -- | --- | ----------------------------- |
| 1   | Union Sint-Gillis  | 28  | 22 | 4  | 2  | 70  | 69 | 24 | +45 | Promotie naar Eerste klasse A |
| 2   | RFC Seraing        | 28  | 16 | 4  | 8  | 52  | 55 | 37 | +18 | Testwedstrijden voor promotie |
| 3   | Lommel SK          | 28  | 13 | 4  | 11 | 43  | 50 | 47 | +3  |                               |
| 4   | KVC Westerlo       | 28  | 10 | 13 | 5  | 43  | 41 | 30 | +11 |                               |
| 5   | KMSK Deinze        | 28  | 10 | 9  | 9  | 39  | 45 | 46 | −1  |                               |
| 6   | RWDM               | 28  | 10 | 5  | 13 | 35  | 44 | 49 | −5  |                               |
| 7   | Lierse Kempenzonen | 28  | 4  | 4  | 20 | 16  | 25 | 55 | −30 |                               |
| 8   | Club Brugge NXT    | 28  | 2  | 7  | 19 | 13  | 23 | 64 | −41 |                               |

### Play-off 3
|                  |                         |       |                            |                                                                        |
| 1 mei 2021 18:30 | RFC Seraing             | 1 – 1 | KVRS Waasland - SK Beveren | Pairaystadion, Seraing Toeschouwers: 0 Scheidsrechter: Lawrence Visser |
| 1 mei 2021 18:30 | Mikautadze 90+3' (pen.) |       | 70' (pen.) Frey            | Pairaystadion, Seraing Toeschouwers: 0 Scheidsrechter: Lawrence Visser |

|                  |                            |                    |                                                                  |                                                                             |
| 8 mei 2021 20:45 | KVRS Waasland - SK Beveren | 2 – 5 (3 – 6 agg.) | RFC Seraing                                                      | Freethielstadion, Beveren Toeschouwers: 0 Scheidsrechter: Alexandre Boucaut |
| 8 mei 2021 20:45 | Frey 15' (pen.) Sinani 51' |                    | 22' (pen.), 70' Mikautadze 45+4' Sabaouni 62' Faye 90+5' Bernier | Freethielstadion, Beveren Toeschouwers: 0 Scheidsrechter: Alexandre Boucaut |

## Topschutter
| Nr. | Speler             | Club              | D  | W  | GPW  |
| --- | ------------------ | ----------------- | -- | -- | ---- |
| 1.  | Dante Vanzeir      | Union Sint-Gillis | 19 | 24 | 0,79 |
| 2.  | Georges Mikautadze | RFC Seraing       | 19 | 21 | 0,90 |
| 3.  | Deniz Undav        | Union Sint-Gillis | 17 | 26 | 0,65 |
| 4.  | Atabey Çiçek       | KVC Westerlo      | 12 | 25 | 0,48 |
| 5.  | Lennart Mertens    | KMSK Deinze       | 11 | 25 | 0,44 |

Bij een gelijk aantal doelpunten wordt er rekening gehouden met het aantal doelpunten in uitwedstrijden, het aantal speelminuten, het aantal assists en het aantal doelpunten zonder de strafschoppen. Bron: 

## Trainerswissels
| Trainer             | Datum                        | Club                          | Reden voor ontslag of vertrek | Positie | Opvolger                | Datum aanstellen opvolger |
| ------------------- | ---------------------------- | ----------------------------- | ----------------------------- | ------- | ----------------------- | ------------------------- |
| Thomas Christiansen | Voor aanvang seizoen 2020/21 | Union Sint-Gillis             | Einde contract                | -       | Felice Mazzù            | 24 mei 2020               |
| Peter Maes          | Voor aanvang seizoen 2020/21 | Lommel SK                     | Einde contract                | -       | Liam Manning            | 10 juli 2020              |
| Frédéric Stilmant   | Voor aanvang seizoen 2020/21 | Racing White Daring Molenbeek | Einde interimperiode          | -       | Laurent Demol           | 11 juni 2020              |
| Laurent Demol       | 2 december 2020              | Racing White Daring Molenbeek | Teleurstellende resultaten    | 6de     | Vincent Euvrard         | 7 december 2020           |
| David Gevaert       | 4 maart 2021                 | KMSK Deinze                   | Teleurstellende resultaten    | 6de     | Cédric Vlaeminck (a.i.) | 4 maart 2021              |

Nationaal voetbal · Regionaal voetbal · Provinciaal voetbal · KBVB · Nationaal voetbalelftal · Nationaal dameselftal
Belgisch nationaal voetbal
Eerste klasse A · Eerste klasse B · Eerste nationale · Beker van België · Belgische Supercup
Super League · Eerste klasse (vrouwen) · Tweede klasse (vrouwen) · Beker van België (vrouwen) · Belgische Supercup (vrouwen)
Belgisch regionaal voetbal
Tweede afdeling · Derde afdeling
2016/17 · 2017/18 · 2018/19 · 2019/20 · 2020/21 · 2021/22 · 2022/23 · 2023/24 · 2024/25